# RTV Apeldoorn
RTV Apeldoorn is een regionale commerciële radio omroep in de gemeente Apeldoorn. De omroep startte als Nederlandse lokale omroep in augustus 2005, nadat voorganger Omroep Apeldoorn op 14 januari 2005 failliet werd verklaard.
De omroep maakt radio-en-televisie uitzendingen en was van 2005 tot mei 2021 de officiële lokale radio-en-televisiezender. De zender staakte in mei 2021 de uitzendingen via de ether nadat een meerderheid in de gemeenteraad had besloten de zendmachtiging voor de komende vijf jaren te gunnen aan de Valouwe Media Stichting  . RTV Apeldoorn is te beluisteren via het internet en DAB+. De televisieprogramma’s zijn te bekijken via YouTube. 

## Studio
De studio en redactie van RTV Apeldoorn is gehuisvest aan de Arnhemseweg 82 te Apeldoorn. Het gebouw beschikt over meerdere studio's.